# Panowo (rejon kiczmiengsko-gorodiecki)
Panowo (ros. Паново) – wieś w Rosji, w rejonie kiczmiengsko-gorodieckim obwodu wołogodzkiego. W 2021 r. była niezamieszkana.